# محمد أبو المجد
محمد أبو المجد لاعب كرة قدم مصري ، من ناشئي نادي الإسماعيلي ، ويلعب حاليًا لنادي طلائع الجيش في مركز الظهير الأيمن.

وقد تم الاستغناء عنه دون أي مقابل لفريق كفر الشيخ ، وذلك قبل أن ينتقل للمقاصة في صيف 2014 ولعب مع الفريق موسمين ، ثم انتقل لنادي الإسماعيلي في 27 يوليو 2016.

## إحصائيات مشاركاته
آخر تحديث في 13 مايو 2018

### مع الأندية
| الفريق      | الموسم    | الدوري  | الدوري | الكأس   | الكأس | البطولات القارية | البطولات القارية | الإجمالي | الإجمالي |
| الفريق      | الموسم    | مشاركات | أهداف  | مشاركات | أهداف | مشاركات          | أهداف            | مشاركات  | أهداف    |
| ----------- | --------- | ------- | ------ | ------- | ----- | ---------------- | ---------------- | -------- | -------- |
| مصر للمقاصة | 2014–2015 | 17      | 0      | 2       | 0     | —                | —                | 19       | 0        |
| مصر للمقاصة | 2015–2016 | 24      | 2      | 0       | 0     | 0                | 0                | 24       | 2        |
| مصر للمقاصة | الإجمالي  | 41      | 2      | 2       | 0     | 0                | 0                | 43       | 2        |
| الإسماعيلي  | 2016–2017 | 26      | 4      | 1       | 0     | —                | —                | 27       | 4        |
| الإسماعيلي  | 2017–2018 | 20      | 1      | 3       | 0     | —                | —                | 23       | 1        |
| الإسماعيلي  | الإجمالي  | 46      | 5      | 4       | 0     | —                | —                | 50       | 5        |

## روابط خارجية
- محمد أبو المجد